# Свеча в гробнице: Могила ласки
«Свеча в гробнице: Могила Ласки» (кит. 鬼吹灯之黄皮子坟) — китайский веб-сериал 2017 года, основанный на пятом романе цикла Ghost Blows Out the Light (кит. 鬼吹灯), написанного Чжан Муэ. Это одна из серий веб-драм "Свеча в гробнице", обозначенная как приквел к другим адаптациям из-за хронологии событий, описанных в сюжете. Режиссёром сериала выступил Гуань Ху (кит. 管虎). Премьера состоялась 21 июля 2017 года на платформе Tencent Video.

## Сюжет
Собирая вещи перед отъездом за границу, Ху Байи находит старую фотографию, которая возвращает его на двадцать лет назад в студенческие годы 1960-х. Он вспоминает своё первое приключение, приведшее его к нахождению новых друзей и участников своих экспедиций, к становлению экспертом по поиску кладов и древних захоронений. В те годы Ху Байи с Толстяком были направлены в качестве представителей "образованной молодёжи" в горную местность Большой Хинган (Дахиньшань, 大兴安岭) для помощи местному населению, ассоциировавшейся с мероприятиями Культурной революции в Китае. Им теперь приходится много трудиться, выполнять различные поручения местных жителей, а в свободное время вести разнообразный промысел. Друзья добывают различные народные средства для лечения хвори у дочери лесничего Хуа Мэй, отлавливают ласок и меняют добытых животных на продукты. 
Приключения начинаются, когда, погнавшись за лаской, друзья случайно обнаруживают старое захоронение, которое связано с местным культом ласок, а также является их обиталищем. Исследуя другие местные поверья и легенды, Ху Байи и Ван Кайсюань попадают в святилище ласок Хуанпицзы, известного также как храм местного горного божества. Они узнают о существовании бандитской группировки, которая выкопала из этого святилища таинственный сундучок, украшенный золотом и нефритом. После того как сундучок исчез, банда пропала без вести в безбрежных степях Мобэй на севере (часть региона Монголо-Маньчжурской степи).
Вскоре Ху Байи и его товарищ Ван Кайсюань получают приглашение от своей подруги Дин Сытянь погостить на степных пастбищах. Юноши с радостью отправляются в новое место, где с удивлением узнают, что за ними по непонятной причине последовали старый лесничий Бай Гоу и его дочь. Также по прибытии им предстоит столкнуться с неожиданными происшествиями. Сначала они становятся свидетелями того, как местные пастухи упускают свой скот, а затем вместе с другими товарищами из "образованной молодёжи", лесником, его дочерью и старейшиной пастухов отправляются на поиски потерянного стада.  Их путешествие приводит их в так называемую Долину Дьявола, где находится Пещера Ста Глаз, или, как её ещё называют, Дворец Ямы. Здесь сохранились некоторые остатки японского «водопроводного узла» — странное здание без комнат и подвал под номером «0». Всё это служит фоном для дальнейшего путешествия, полного неизведанных угроз. Кроме того, их всё время преследуют две ласки, чьи намерения и происхождение остаются загадкой.

## В ролях
- Этан Жуань  — Ху Байи, молодой, смелый и азартный искатель приключений, изучающий тайны древних захоронений.
- Лю Чао — Ван Кайсюань, верный друг Ху Байи, весёлый, практичный и часто добавляющий юмора в сложные моменты.
- Сюй Лу — Хуа Мэй, таинственная и независимая девушка, обладающая скрытыми мотивами и хладнокровным нравом.
- Хао Хао — Дин Сытянь, добрая и нежная девушка, первая любовь Ху Байи, символизирующая его прошлое.
- Ли Юцзе — Янь Цзы, храбрая девушка, не боящаяся трудностей, смело отправляющаяся в опасные экспедиции.
- Сун Цзятэн - Сюй Эрхэй, пронырливый и хитрый персонаж, чьи мотивы не всегда ясны.
- Чжан Цзинань — Бай Гоу, загадочный и умудрённый опытом старик, который помогает другим персонажам в сложных ситуациях.
- Ху Сяогуань — Лао Янпи, старый проводник, знающий местные суеверия и предания, наставник для главных героев.

## Производство
Сериал стал возвращением Этана Хуана на малый экран после восьмилетнего перерыва. Он и Сюй Лу ранее сотрудничали в 2016 году в развлекательном шоу Date! Super Star (約吧！大明星) в том же году.
Съемки начались в начале октября и закончились в середине декабря 2016 года. 
Первый трейлер и постер были выпущены 4 июля 2017 года.
Сериал превысил 1 миллиард просмотров всего за 2 недели трансляции. За 5 недель он превысил 2 миллиарда просмотров.

## Рейтинги и отзывы
Сериал получил смешанные отзывы. Некоторые критики отмечали, что, несмотря на интересный сюжет, адаптация могла не оправдать ожиданий поклонников оригинальной серии. Тем не менее, проект привлёк значительное внимание аудитории. Например, на сайте DoramaTV проект имеет рейтинг 4.35 из 5, что свидетельствует о высокой оценке зрителей.

## Историческая и фольклорная основа
Серия романов Ghost Blows Out the Light и её экранизации сочетают элементы мистики, приключений и хоррора, погружая зрителя в мир древних гробниц, загадочных артефактов и сверхъестественных явлений. Хотя кланы расхитителей гробниц, представленные в сериале, являются вымышленными, их образы вдохновлены реальными группами, существовавшими в Китае на протяжении веков. Например, термин «Моцзянь» использовался для обозначения воров-гробокопателей во времена династий Мин и Цин, использоваших практики фэншуй и магические обряды.
Святилище ласок Хуанпизцы (黄皮子祠) в сериале «Свеча в гробнице: Могила ласки» является вымышленным элементом, созданным для развития сюжета. В китайской мифологии и народных верованиях нет конкретного аналога святилища, посвященного ласкам. Однако в китайской культуре существовали различные народные культы и шаманские верования, связанные с почитанием местных духов и божеств. Например, в даосизме и народных верованиях важную роль играют духи местности, такие как ту-ди (土地), которые считаются покровителями определенных территорий и часто ассоциируются с природными объектами, включая горы и леса. Эти духи могли быть связаны с определенными животными или природными явлениями, отражая тесную связь китайской мифологии с природой. Таким образом, хотя святилище желтых лисиц не имеет прямого аналога в китайской мифологии, оно может быть вдохновлено общими народными верованиями и практиками, связанными с почитанием местных духов и божеств.
Сериал «Свеча в гробнице: Могила ласки» продолжает традиции китайской приключенческой литературы, сочетая элементы фольклора и исторических мотивов с современным повествованием, что делает его интересным как для поклонников оригинальной серии, так и для новых зрителей.